# Fatmire Alushi
Fatmire „Lira“ Alushi (geb. Bajramaj, * 1. April 1988 in Đurakovac, SFR Jugoslawien, heute Kosovo) ist eine ehemalige deutsche Fußballspielerin. Die Mittelfeldspielerin und Stürmerin gehörte zum Kader der deutschen Nationalmannschaft und wurde Weltmeisterin und zweifache Europameisterin.

## Leben
Fatmire Alushi wurde als zweites Kind eines Kfz-Mechanikers und einer Hausfrau unter dem Geburtsnamen Bajramaj geboren. Sie hat einen älteren und einen jüngeren Bruder. Ihre Kleinfamilie betrachtet sich als Albaner und lebte im Kosovo in Gjurakoc. Der Kosovo war zur damaligen Zeit eine autonome Provinz der jugoslawischen Teilrepublik Serbien. Im Rahmen der Antibürokratischen Revolution wurde der Autonomiestatus 1989 aufgehoben. Daraufhin beschloss die Familie nach Deutschland überzusiedeln und zog 1992 nach Remscheid. Seit 2001 haben alle Familienmitglieder die deutsche Staatsangehörigkeit. Alushi machte zunächst den Hauptschulabschluss und erwarb danach auf der Abendschule die Mittlere Reife. Nach der Schule begann sie eine Ausbildung zur Steuerfachangestellten, die sie jedoch im zweiten Lehrjahr abbrach. Seit dem 1. Juli 2007 ist sie bei der Sportfördergruppe der Bundeswehr Soldatin auf Zeit. Ihr Dienstgrad ist Stabsgefreiter. Im Oktober 2009 erschien ihre Autobiografie Mein Tor ins Leben – Vom Flüchtling zur Weltmeisterin.
Alushi war Botschafterin für World Vision und Botschafterin des Europäischen Jahres 2010 zur Bekämpfung von Armut und sozialer Ausgrenzung. Am 7. Dezember 2012 verlieh Ministerpräsidentin Hannelore Kraft ihr als einer von 14 Bürgern den Verdienstorden des Landes Nordrhein-Westfalen.
Von Anfang 2007 bis Mitte 2009 war sie mit dem kosovarischen Schauspieler Eshref Durmishi liiert. Im August 2012 verlobte sie sich mit dem ebenfalls kosovostämmigen Fußballspieler Enis Alushi. Am 10. Dezember 2013 heiratete sie Alushi und nahm seinen Nachnamen an. Im November 2015 wurde sie Mutter eines Sohnes. Im August 2017 brachte sie das zweite gemeinsame Kind, ein Mädchen, zur Welt. Im März 2020 bekam das Paar eine weitere Tochter, im November 2021 folgte als viertes Kind ein Sohn.

## Fußball

### Karriere als Vereinsspielerin

#### Anfänge in Mönchengladbach
Mit etwa neun Jahren meldete sie sich beim Fußballverein DJK/VfL Giesenkirchen an, wechselte aber nach wenigen Wochen zum FSC Mönchengladbach, um dort ab 1997 ihre ersten Meisterschaftsspiele zu bestreiten. In der sogenannten Mönchengladbacher Talentschmiede durchlief sie alle Juniorinnenteams und wurde Auswahlspielerin des FVN und U15 Nationalspielerin. Als gestandene U19 Nationalspielerin verließ sie im Jahr 2004 den FSC Mönchengladbach.

#### FCR 2001 Duisburg (2004 bis 2009)
2004 wechselte die Mittelfeldspielerin zum FCR 2001 Duisburg. Am 5. September 2004 debütierte Alushi in der Bundesliga beim 6:0-Auswärtssieg beim VfL Wolfsburg. Ihr erstes Bundesliga-Tor folgte am 31. Oktober 2004 beim 5:2-Auswärtssieg gegen den FFC Heike Rheine. Mit 19 von 22 möglichen Einsätzen wurde sie auf Anhieb zur Stammspielerin. In der Saison 2004/05 wurde Duisburg Vizemeister hinter dem 1. FFC Frankfurt. Ein Jahr später wurde Duisburg erneut Vizemeister und erreichte im DFB-Pokal das Halbfinale. Mit 14 Saisontoren trug Alushi zur erneuten Vizemeisterschaft in der Saison 2006/07 bei. Außerdem erreichte sie mit ihrer Mannschaft das Pokalfinale gegen den 1. FFC Frankfurt. Kurz vor der Halbzeit gab sie die Vorlage zum Ausgleichstreffer durch Sonja Fuss. Das Spiel endete unentschieden und wurde von Frankfurt nach Elfmeterschießen gewonnen. Mit Duisburg gewann sie 2009 den UEFA Women’s Cup sowie den DFB-Pokal. Im DFB-Pokalfinale gelang ihr dabei der Führungstreffer gegen ihren zukünftigen Verein.

#### 1. FFC Turbine Potsdam (2009 bis 2011)

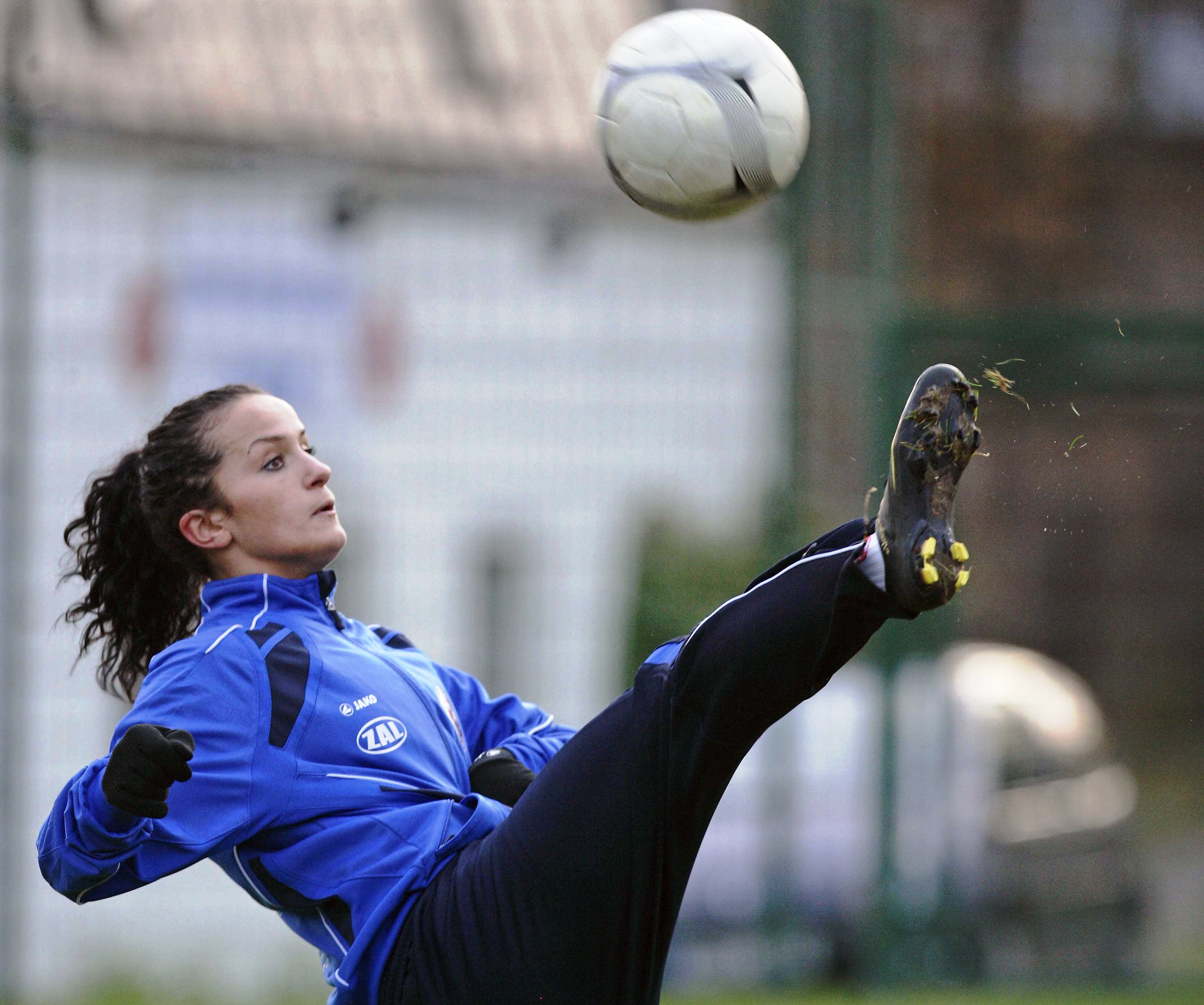
Während einer Trainingseinheit bei Potsdam 2009

Den Wechsel nach Potsdam zur Saison 2009/10 trat Alushi zusammen mit Corina Schröder an. Ihr erstes Pflichtspiel für Turbine absolvierte sie am 20. September 2009 beim 3:0-Auswärtssieg beim 1. FC Saarbrücken. Beim DFB-Hallenpokal 2010 wurde Alushi zur besten Spielerin gewählt. Mit Turbine gewann sie 2010 die deutsche Meisterschaft und die Champions League. Für das Jahr 2010 wurde sie Dritte bei der Wahl zur Weltfußballerin. 2011 holte sie erneut mit Turbine Potsdam die deutsche Meisterschaft, wurde Fußballerin der Saison 2010/11 und wechselte nach der Saison zum 1. FFC Frankfurt, was bei Potsdams Trainer Bernd Schröder für Unmut sorgte.

#### 1. FFC Frankfurt (2011 bis 2014)
Zur Saison 2011/12 wechselte Alushi zum 1. FFC Frankfurt. Sie war die neue Hoffnungsträgerin und sollte die Abgänge wie Birgit Prinz im Offensivspiel ersetzen. Anfang des Jahres war sie von Verletzungspausen geplagt. Zuerst prallte sie beim Testspiel gegen Stabæk FK mit dem Kopf auf den gefrorenen Boden, bevor sie sich Ende Februar das Sprunggelenk verstauchte. Aber Alushi konnte ihrer Rolle nicht gerecht werden. Frankfurt erreichte in der UEFA Women’s Champions League und im DFB-Pokal jeweils nur den zweiten Platz und verpasste in der Bundesliga die erneute Qualifikation um die Champions-League-Plätze.
In der Saison 2012/13 erzielte sie am 4. Spieltag kurz vor Spielende den Siegtreffer gegen ihren früheren Klub Turbine Potsdam. Potsdam hatte kurz vor dem Siegtor zwei Spielerinnen (Singer und Mirlach) nach einem schweren Zusammenprall mit den Köpfen verloren, konnte nicht mehr wechseln und stand damit nur noch zu neunt auf dem Platz. Nur wenig später nach dem Siegtor knickte sie bei einem Zweikampf mit Tabea Kemme um und riss sich dabei das Kreuzband. Aufgrund dieser Verletzung fiel sie für den Rest der Saison aus.
Am 17. Mai 2014 gewann sie in Köln mit dem 1. FFC Frankfurt den DFB-Pokal. Am 1. Juni 2014 wurde Alushi beim 1. FFC Frankfurt verabschiedet.

#### Paris Saint-Germain (2014 bis 2016)
Im Juni 2014 unterschrieb sie einen Vertrag beim französischen Erstdivisionär Paris Saint-Germain. Mit Paris Saint-Germain erreichte sie das Endspiel der UEFA Women’s Champions League 2014/15, das mit 1:2 gegen ihren ehemaligen Verein 1. FFC Frankfurt verloren wurde.

### Karriere als Nationalspielerin

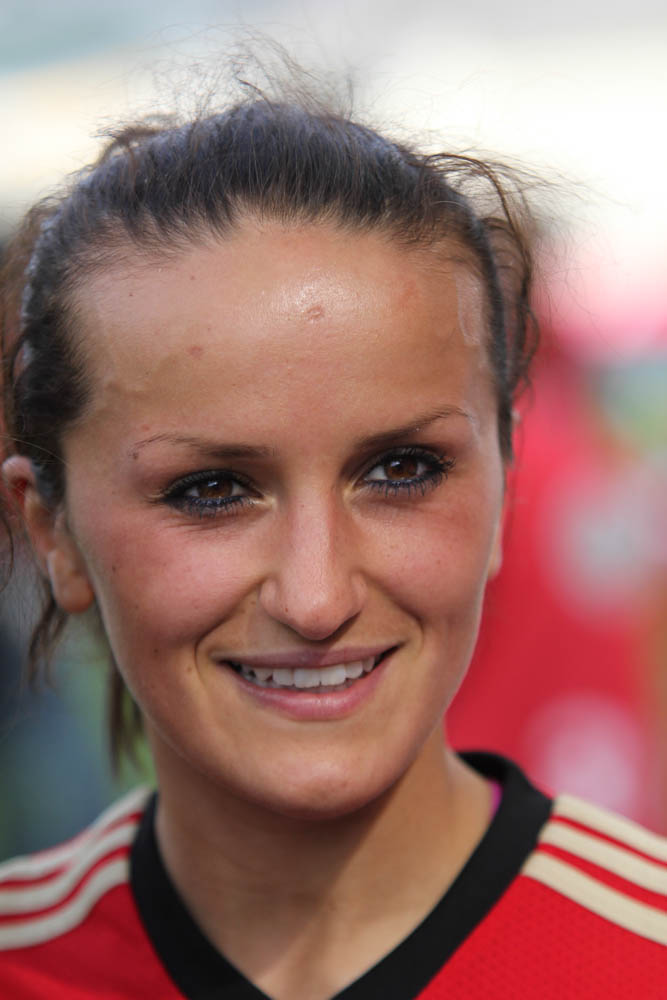
Vor einem Testspiel mit der Nationalelf 2013

Als im Jahre 2003 erstmals eine U-15-Nationalmannschaft spielte, stand Alushi im Aufgebot. 2005 erreichte sie mit der U-19-Nationalmannschaft das Halbfinale der Europameisterschaft. Am 20. Oktober 2005 debütierte sie in der A-Nationalmannschaft im Spiel gegen Schottland. Im Sommer 2006 gewann sie mit der U-19-Nationalmannschaft die Europameisterschaft. Bei der U-20-Weltmeisterschaft erreichte sie mit der deutschen Auswahl das Viertelfinale. Ende Januar 2007 nahm sie mit der deutschen A-Nationalmannschaft an einem Vier-Nationen-Turnier in der Volksrepublik China teil. Im Spiel gegen England erlitt sie eine Schulter-Eckgelenksverletzung.
2007 nahm sie mit der deutschen Nationalmannschaft an der Weltmeisterschaft in China teil. Sie kam in vier Spielen zum Einsatz, blieb mit der Mannschaft die gesamte WM über ohne Gegentor und gewann den Titel. Für die Olympischen Sommerspiele 2008 wurde sie ebenfalls nominiert. Im Spiel um Platz 3 gegen Japan wurde Alushi in der 62. Minute beim Stand von 0:0 eingewechselt und konnte schon sieben Minuten später zur 1:0-Führung treffen. Kurz vor Schluss erzielte sie noch das 2:0 und sicherte damit dem deutschen Team die Bronzemedaille.
2011 stand sie während der Weltmeisterschaft in Deutschland im Fokus der Medien. Sie spielte aber nur in der letzten Vorrundenbegegnung gegen Frankreich von Beginn an und wurde in den anderen beiden Vorrundenspielen spät eingewechselt.
Nach ihrem Kreuzbandriss arbeitete sie daran, an der Europameisterschaft 2013 teilnehmen zu können. Obwohl sie seit ihrer Verletzung kein Bundesligaspiel bestritten hatte, wurde sie von Silvia Neid in den vorläufigen EM-Kader berufen. In den Test-Länderspielen am 15., 19. und 29. Juni 2013 gegen Schottland, Kanada und Japan sammelte sie durch Kurzspieleinsätze Spielpraxis und kam in Schweden am 14. Juli 2013 beim 3:0-Sieg gegen die Auswahl Islands zu ihrem einzigen Turniereinsatz. Am 8. Mai 2014 übernahm sie im WM-Qualifikationsspiel gegen die slowakische Nationalmannschaft eine herausragende Rolle und trug mit erstmals drei Toren in einem Spiel für die Nationalmannschaft und einer Torvorbereitung entscheidend zum 9:1-Sieg bei.
Ursprünglich war sie für den erweiterten DFB-Kader zur Weltmeisterschaft 2015 in Kanada nominiert, sagte ihre Teilnahme jedoch am 15. Mai 2015 wegen ihrer Schwangerschaft ab.

### Karriereende
Ende Februar 2017 gab sie bekannt, dass sie ihre Comeback-Pläne aufgebe und ihre Karriere beendet.

## Erfolge

### Als Vereinsspielerin
- UEFA-Women’s-Champions-League-Siegerin 2010
- UEFA-Women’s-Cup-Siegerin 2009
- Deutsche Meisterin 2010 und 2011
- DFB-Pokal-Siegerin 2009 und 2014

### Als Nationalspielerin
- Weltmeisterin 2007
- Europameisterin 2009, 2013
- Olympische Bronzemedaille 2008
- U-19-Europameisterin 2006
- Algarve-Cup-Sieger 2014

### Auszeichnungen
- Silbernes Lorbeerblatt 2007
- Beste Spielerin des DFB-Hallenpokals 2010
- 3. Platz zur FIFA-Weltfußballerin des Jahres 2010
- Fußballerin des Jahres in Deutschland 2011